# Molophilus (Molophilus) terminans
Molophilus (Molophilus) terminans is een tweevleugelige uit de familie steltmuggen (Limoniidae). De soort komt voor in het Australaziatisch gebied.